# Scolosaurus

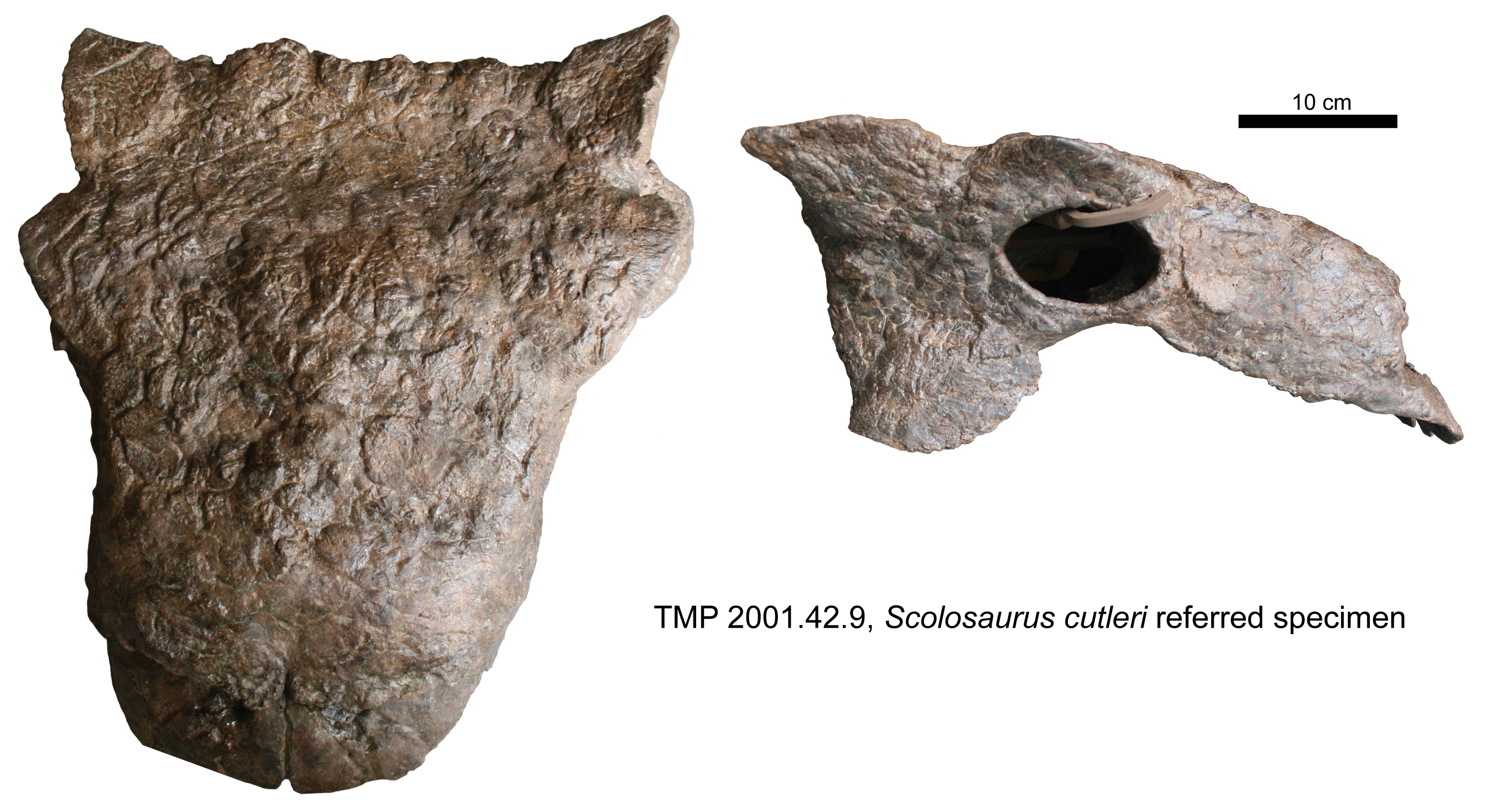
De toegewezen schedel TMP 2001.42.19

Scolosaurus cutleri is een geslacht van plantenetende ornithischische dinosauriërs, behorend tot de Ankylosauria, dat tijdens het late Krijt leefde in het gebied van het huidige Noord-Amerika.
De typesoort is Scolosaurus cutleri. Een tweede soort is Scolosaurus thronus. De wetenschappers zijn het niet eens over de geldigheid van deze soorten en over de vraag welke exemplaren er aan moeten worden toegewezen.

## Vondst en naamgeving
In 1914 groef de plaatselijke rancher en sinds 1912 commerciële fossielenjager William Edmund Cutler in Alberta, Canada, in de Quarry 80-vindplaats bij Deadlodge Canyon, het skelet op van een ankylosauriër. Toen hij de onderkant van het fossiele blok wilde loskappen, kantelde dat plotseling, zodat zijn borstkas ingedrukt werd, een verwonding waarvan hij zich nooit helemaal zou herstellen. Cutler werd na een paar dagen gered — en het specimen uiteindelijk geborgen — door Charles Hazelius Sternberg en zijn zonen. Het exemplaar werd aangekocht door Francis Arthur Bather, geoloog van het British Museum of Natural History en in 1915 naar Londen verscheept. De precieze locatie van de vindplaats is tegenwoordig niet meer bekend. Indertijd werd het fossiel aangegeven als komend uit een rotswand van een honderd meter diepe kloof gelegen ten zuiden van Happy Jack Ferry in de vallei van de Red Deer River, een locatie die deel uitmaakt van het huidige Dinosaur Provincial Park. In 2007 werd de oorspronkelijke markeerstok van de groeve teruggevonden, wellicht echter dieper de kloof in gespoeld. Dicht bij de stok was een groeve aanwezig maar op een andere plek dan op de oorspronkelijke kaart was ingetekend. Een speurtocht naar mogelijk verder materiaal in deze groeve leverde niets op.
In 1928 benoemde en beschreef baron Franz Nopcsa de typesoort Scolosaurus cutleri. De geslachtsnaam is afgeleid van het Oudgriekse σκῶλος, skoolos, "spiets", een verwijzing naar de punten op het pantser. De soortaanduiding eerde wijlen Cutler, die in 1925 tijdens een expeditie in Afrika aan malaria overleden was.

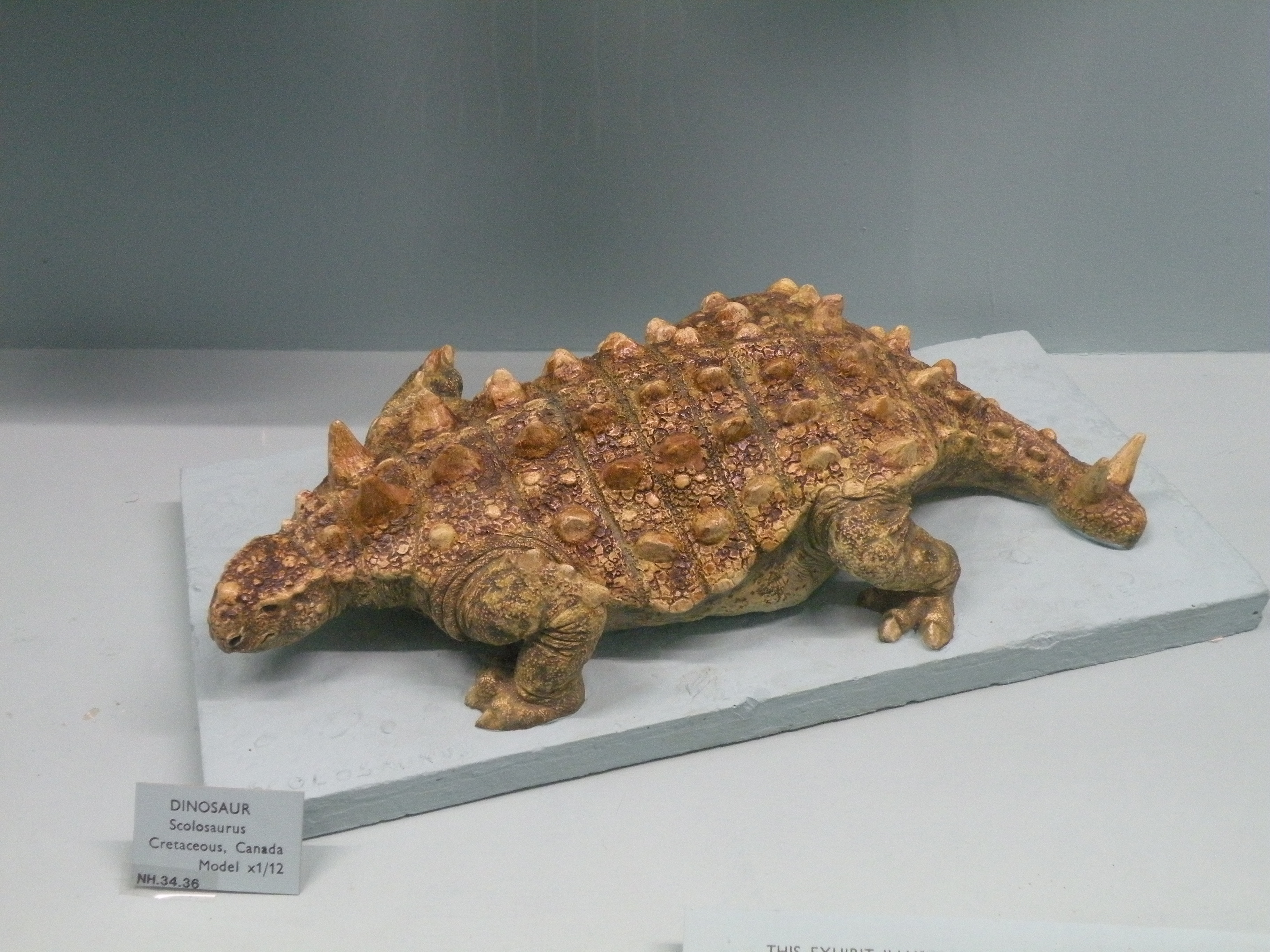
Een historisch model van Scolosaurus in het Horniman Museum; de stekels op de staartknots berusten op een onjuiste speculatie door Nopcsa

De geologische herkomst van het holotype, NHMUK R5161, is onzeker. De oorspronkelijke kaartaanduiding wijst op een laag uit de onderste Dinosaur Park Formation; de in 2007 gelokaliseerde groeve bevindt zich echter in strata van de oudere Oldmanformatie. Beide formaties stammen uit het Campanien maar sluiten niet precies op elkaar aan doordat ze gescheiden worden door een discordantie met een ouderdom van 76,4 miljoen jaar. Scolosaurus is dus vermoedelijk enkele honderdduizenden jaren jonger of ouder. Het holotype bestaat uit een uitzonderlijk gaaf in verband liggend skelet inclusief het zich nog in positie bevindende pantser en huidafdrukken. Schedel, onderkaken, de voorste halswervels, de achterste helft van de staart en de rechterledematen ontbreken echter. Het specimen is maar gedeeltelijk uitgeprepareerd en lastig te onderzoeken daar het op de rechterzijde gewenteld tentoongesteld wordt in een hoge glazen vitrine waaruit de museumdirectie het voorlopig niet wil verwijderen, aangezien het de grootste moeite gekost heeft het zware blok zo op te stellen.

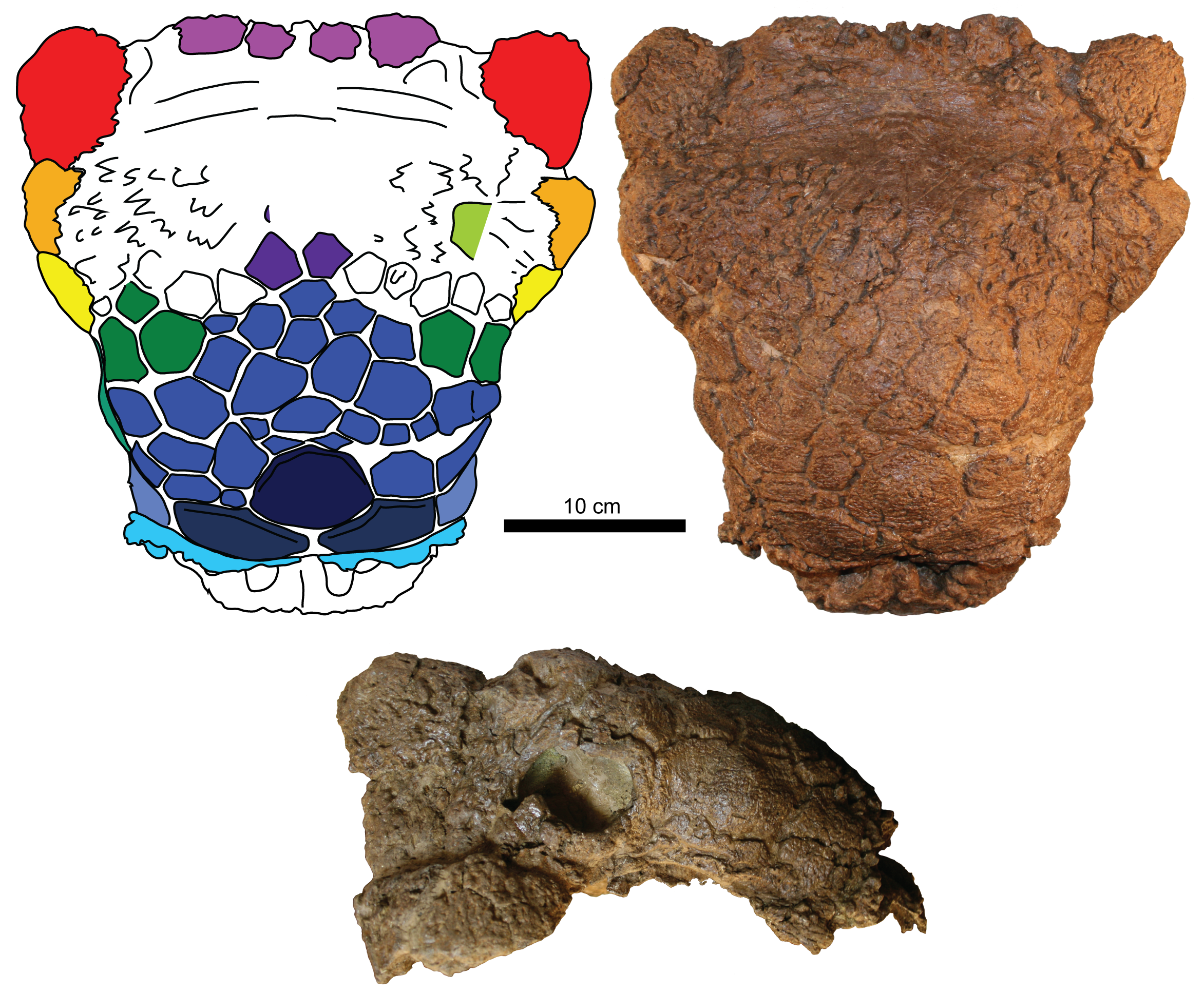
ROM 1930, het holotype van S. thronus

De soort kreeg daarna slechts weinig aandacht. In 1971 stelde Walter Coombs in een invloedrijke dissertatie dat Scolosaurus identiek was aan, en een jonger synoniem van, Euoplocephalus tutus, bij welke soort hij alle ankylosaurische vondsten van het Campanien van Noord-Amerika onderbracht. In 2010 en 2013 echter wees Victoria Arbour erop hoe bijzonder onwaarschijnlijk het was dat één enkele soort zo'n groot bereik in ruimte en tijd zou hebben gehad en begon het fossiel materiaal van Euoplocephalus op te splitsen. Daarbij werd het geslacht Scolosaurus weer als geldig erkend. Het holotype is het enige fossiel van Scolosaurus dat in Canada ontdekt is. Arbour wees aan Scolosaurus echter ook vondsten uit de Two Medicine Formation van Montana toe. Deze formatie komt met de Dinosaur Park Formation in ouderdom overeen, hoewel geen enkel specimen zo oud is als NHMUK R5161, dat het oudste meer volledige ankylosauride skelet uit Noord-Amerika vertegenwoordigt. Daarbij stelde ze dat de net in 2013 op basis van ditzelfde materiaal uit de Two Medicine Formation benoemde Oohkotokia aan Scolosaurus identiek was. De naamgevers van Oohkotokia, Paul Penkalski en William Blows, erkenden in 2013 de geldigheid van Scolosaurus maar ontkenden de identiteit. Dit vraagstuk wordt gecompliceerd door het feit dat de meest opvallende kenmerken van Oohkotokia de schedel betreffen, die bij het holotype van Scolosaurus ontbreekt.
Het toegewezen materiaal uit Montana omvat de gedeeltelijke skeletten MOR 433 (het holotype van Oohkotokia), FPDM V-31, NSM PV 20381 en TMP 2001.42.19 en specimen USNM 7943, een stuk halsberg.
In 2018 wees Penkalski specimen AMNH 5404 aan Scolosaurus cutleri toe, een skelet met schedel. Hij gaf zo een heel andere invulling aan de soort dan Arbour.

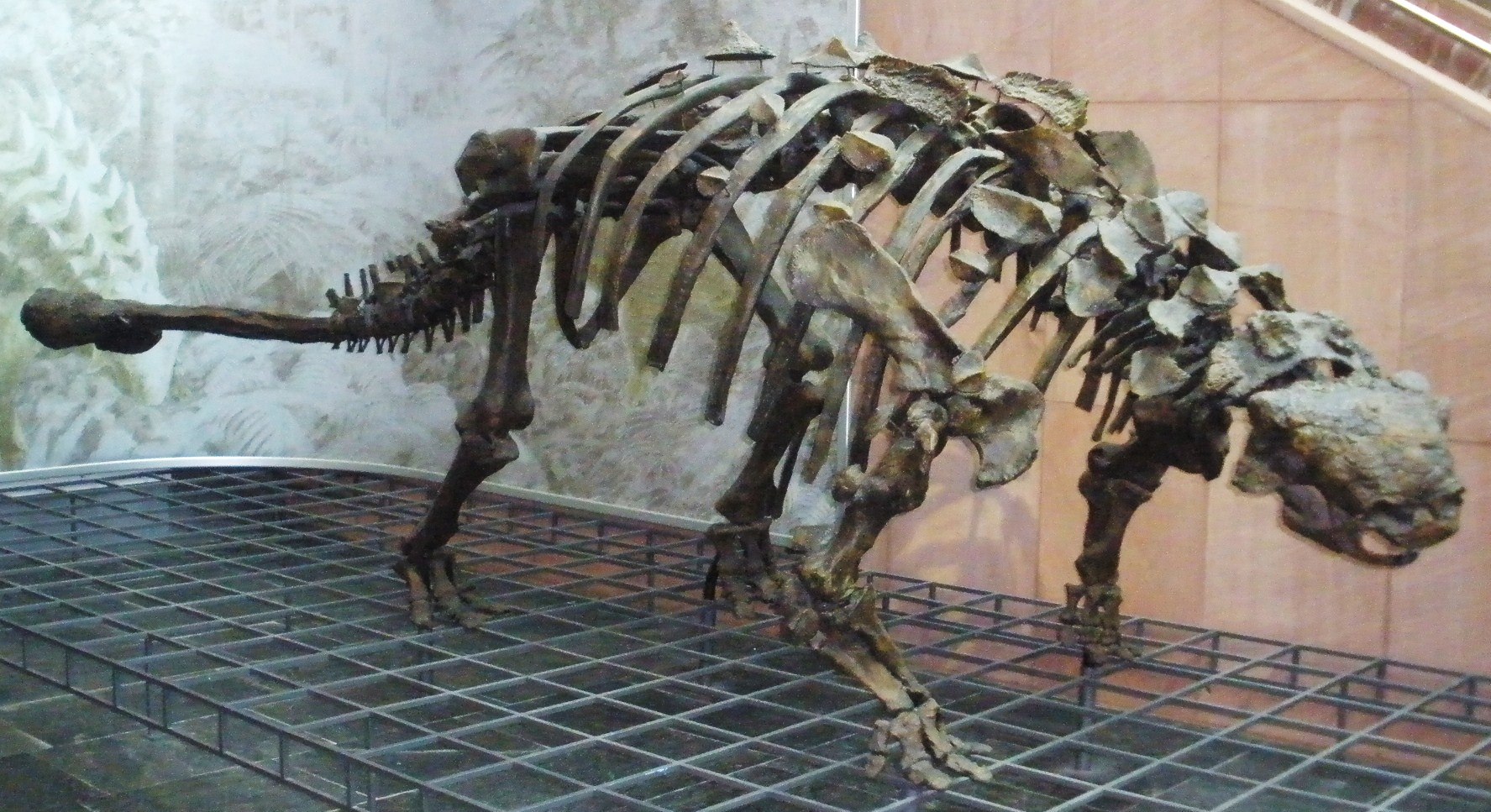
Een model van ROM 1930

In 2018 benoemde Penkalski een tweede soort: Scolosaurus thronus. De soortaanduiding is Latijn voor "troon" en verwijst naar de hoge stratigrafische positie van het holotype in de Dinosaur Park Formation, slechts zesenzeventig miljoen jaar oud, en het feit dat dit hoog op een butte gevonden werd. Het holotype is specimen ROM 1930, in 1914 gevonden door George Fryer Sternberg, dat tot dan toe aan Euoplocephalus was toegewezen. Verder wees hij twee specimina toe: CMN 268, een stuk eerste halsberg, en TMP 1998.53.1, een partij geribde osteodermen.

## Beschrijving

### Grootte en onderscheidende kenmerken
Scolosaurus is een middelgrote ankylosauride met een lichaamslengte van rond de zes meter en een gewicht van zo'n twee ton. Dat maakt hem wat groter dan veel exemplaren van Euoplocephalus

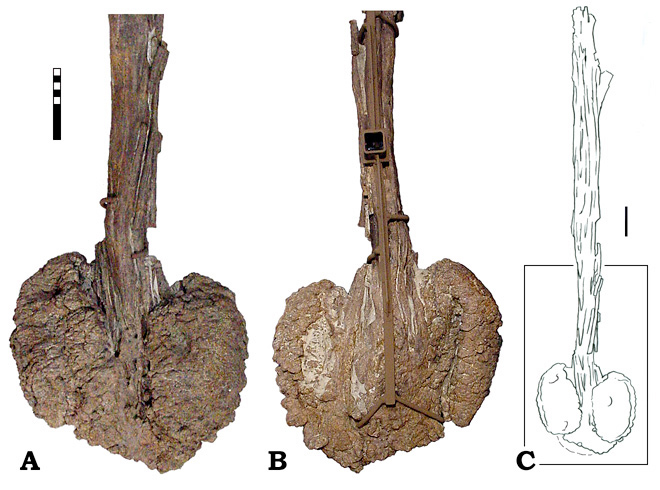
De ronde staartknots van Scolosaurus, specimen TMP 2001.42.19

Arbour gaf in 2013 een lijst van kenmerken waarin Scolosaurus cutleri zich van verwanten onderscheidt. Scolosaurus verschilt van Anodontosaurus lambei en Euoplocephalus tutus in de vorm van de hoorn op het squamosum, die relatief langer is, meer naar achteren gericht en voorzien van een opvallende punt. Hij verschilt van Euoplocephalus tutus in het bezit van kleine ronde vastgegroeide huidverbeningen op de bases van het squamosum en het quadratojugale. Hij verschilt van Anodontosaurus lambei, Euoplocephalus tutus, en Dyoplosaurus acutosquameus in het bezit van een relatief groter voorblad van het darmbeen. Hij verschilt van Anodontosaurus lambei en Euoplocephalus tutus in het bezit van relatief grote ronde osteodermen op de middenlijn van het lichaam die een lage richel op het midden hebben, en afgeplatte, halvemaanvormige, osteodermen op de onderkant van de halsbergen.
Hij verschilt van Dyoplosaurus acutosquameus in het bezit van horizontaal zijwaarts uitstekende sacrale ribben, en kegelvormige osteodermen met centraal geplaatste punten op de zijkanten van de staartbasis. Hij onderscheidt zich van Anodontosaurus en Dyoplosaurus door een in bovenaanzicht ronde staartknots, in plaats van een die breder dan lang is zoals bij de eerste, of langer dan breed is zoals bij de tweede verwant. Scolosaurus verschilt van Ankylosaurus magniventris in het bezit van naar voren gerichte neusgaten en het ontbreken van een doorlopende richel tussen de hoorn op het squamosum en de supraorbitalia. Bij de laatste twee kenmerken ging Arbour er dus van uit dat het materiaal van Montana tot Scolosaurus behoort.
Penkalski & Blows meenden twee verschillen tussen Scolosaurus en Oohkotokia vastgesteld te hebben. De zijuitsteeksels van de staartwervels zouden bij Oohkotokia langer zijn. Bij MOR 433 is echter maar één staartwervel bekend waar de lengte van deze uitsteeksels gemeten kan worden en de positie van deze wervel in de staart is onbekend zodat Arbour meende dat een betekenisvolle vergelijking onmogelijk was; de relatieve lengte varieert afhankelijk van die positie. Verder zijn bij het holotype van Scolosaurus geen ovale osteodermen met een lage kiel gevonden en ook geen driehoekige osteodermen met hoge zijden, twee typen die wel bij de schedel van MOR 433 werden aangetroffen. Bij verwante soorten bevinden zich zulke osteodermen echter typisch op de zijkanten van de romp en staart. Daar de zijden van de staart van NHMUK R5161 niet bewaard zijn gebleven zou het dus kunnen zijn dat ze daar aanwezig waren zodat er volgens Arbour geen dwingend bewijs is dat beide vormen verschillen.
In 2018 gaf Penkalski een aantal kenmerken aan waarin S. thronus zich van S. cutleri onderscheidt. De nuzzling plate, de centrale caputegula tussen de neusplaten, is kleiner. Het heiligbeen heeft acht sacrale wervels in plaats van negen. De dorsosacrale wervels zijn minder ingesnoerd. De variatie in osteodermen is groter. De voorste osteodermen van de staart hebben een hogere kiel. De stervormige ribbels of richels op de osteodermen steken meer uit.

### Skelet
Het holotype van Scolosaurus cutleri bewaart de achterste zes halswervels, tien "vrije" ruggenwervels, vier dorsosacrale wervels, drie "echte" sacrale wervels, twee sacrocaudale wervels, en dertien "vrije" staartwervels. De sacral rod van vier dorsosacrale wervels is ingesnoerd.

### Osteodermen

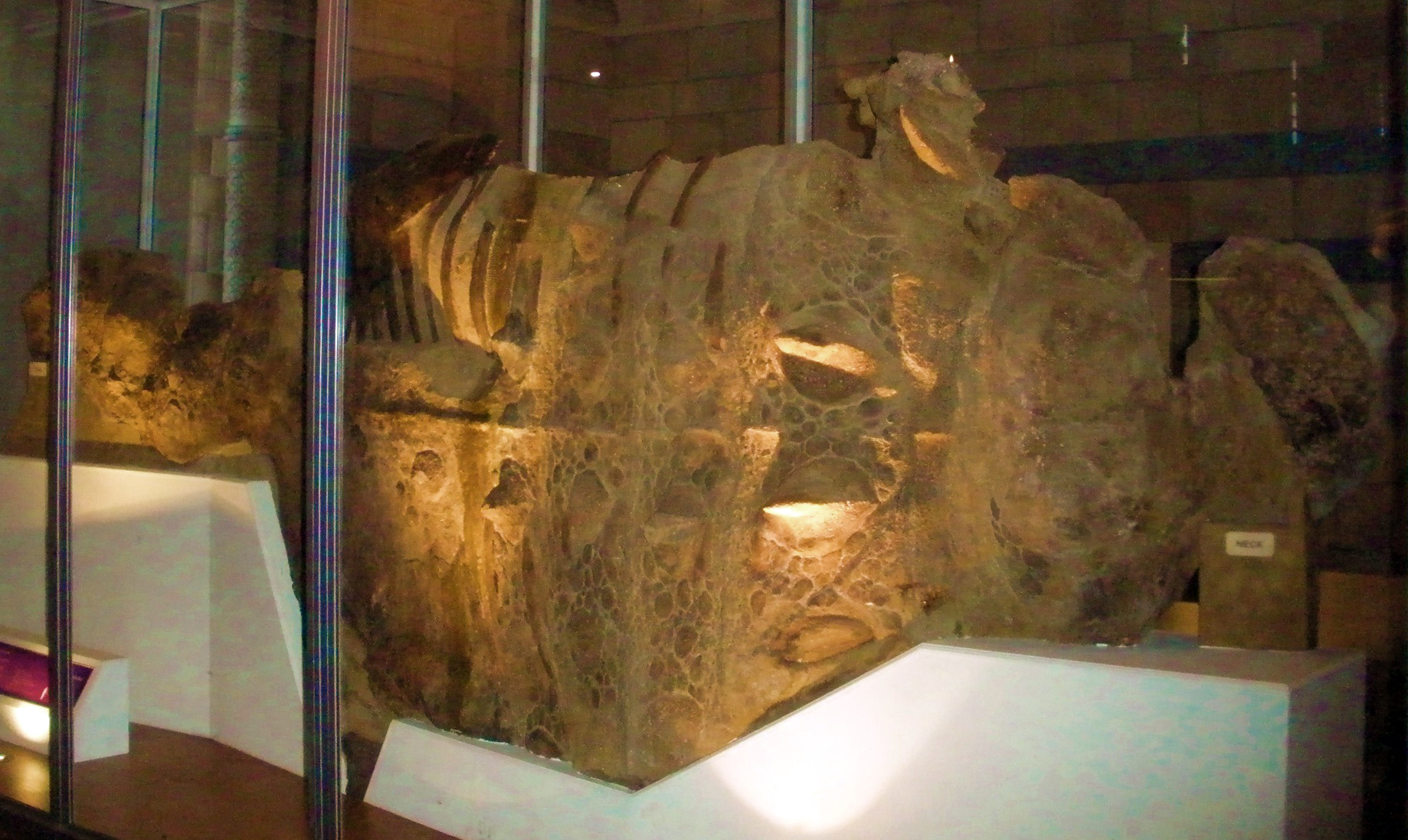
Het holotype NHMUK R5161 in haar vitrine

De romp van het holotype van Scolosaurus is vrijwel volledig intact. Het is het enige Noord-Amerikaanse ankylosauride exemplaar waarbij de indeling van het pantser met zekerheid kan worden vastgesteld. Als zodanig heeft het vaak aan de basis gelegen van illustraties van de romp van Euoplocephalus. Dat Scolosaurus hiervan nu is afgesplitst, maakt deze afbeeldingen op dit punt dus onbetrouwbaar.

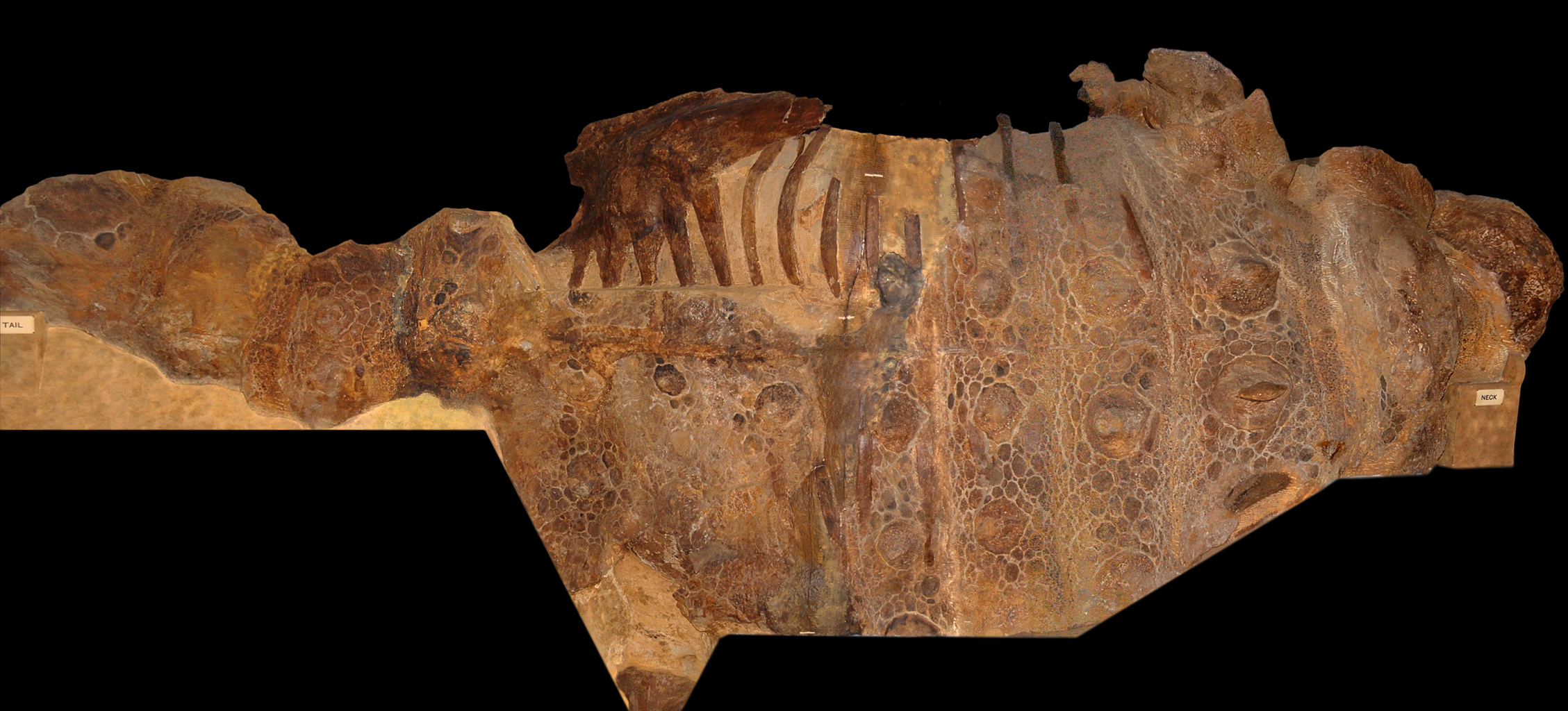
Het holotype recht op de bovenkant bezien

De romp van Scolosaurus laat fraai de extreme afplatting zien die de Ankylosauridae kenmerkt. Overdwars heeft hij een rechthoekige doorsnede, anderhalf keer breder dan hoog. Dit torso is aan de bovenkant en zijkanten bedekt door een pantser van osteodermen, huidverbeningen die geen deel uitmaken van het eigenlijke skelet. De achterkant van het pantser bestaat uit een groot heupschild dat het brede bekken bedekt. Het bestaat uit een vergroeiing van drie overdwars gelegen vrij smalle banden. Over het voorste deel van de romp liggen nog eens drie van zulke smalle banden. Iedere band is opgebouwd uit grotere en kleinere min of meer ronde beenplaatjes die met elkaar vergroeid zijn. Tussen de banden liggen ook van die plaatjes maar die waren dieper gelegen en kennelijk niet vergroeid zodat de zone over de borstkas een zekere flexibiliteit behield, die noodzakelijk kan zijn geweest voor beweging en ademhaling. Boven de schouders ligt een veel bredere band. Die heeft op de zijhoeken en aan weerszijden van de middenlijn een grote osteoderm staan met een ovale basis en bekroond door een hoge kiel. De punt van die kiel ligt iets naar achteren wat de osteoderm het profiel geeft van een haaienvin. Deze grootste osteodermen zijn de voorste van vier rijen grote beenschubben die zich naar achteren over de banden en het heupschild voortzetten. In totaal telt iedere rij dus zeven elementen. De achterste ovale beenschubben hebben echter een veel lagere kiel. Op de middenlijn bevindt zich een rij zeer nauwe osteodermen met een smalle lage kiel zodat een doorlopende richel gevormd wordt op de rug. Deze richel loopt door over de tussen de bande gelegen zones wat hun flexibiliteit moet hebben verminderd. Op de nekbasis ligt een zware en brede halsberg die opgebouwd is uit twee grote platen met grote bolle maar vlakke osteodermen erop aan weerszijden van de middenlijn en twee bolle platen met laag gekielde osteodermen aan de zijkanten. Deze osteodermen hebben in bovenaanzicht een profiel als van een rechthoekige driehoek. Deze configuratie is afwijkend van Euoplocephalus waar de halsberg is opgebouwd uit zes platen waarvan juist de middelste de osteodermen met de hoogste kielen hebben. De voorkant van de nek draagt een tweede halsberg. De lage middenrichel zet zich naar voren over de halsbergen voort. Ook op de bovenarm bevindt zich een, verticale, rij osteodermen waarvan de bovenste een soort stekel vormt. De staartbasis draagt kegelvormige osteodermen aan de zijkanten.

## Fylogenie
Nopcsa plaatste Scolosaurus in de Ankylosauridae. Volgens een cladistische analyse van Arbour had Scolosaurus daarin een vrij basale positie, misschien boven Dyoplosaurus en onder Ankylosaurus in de stamboom.